# Rèmora de banda negra

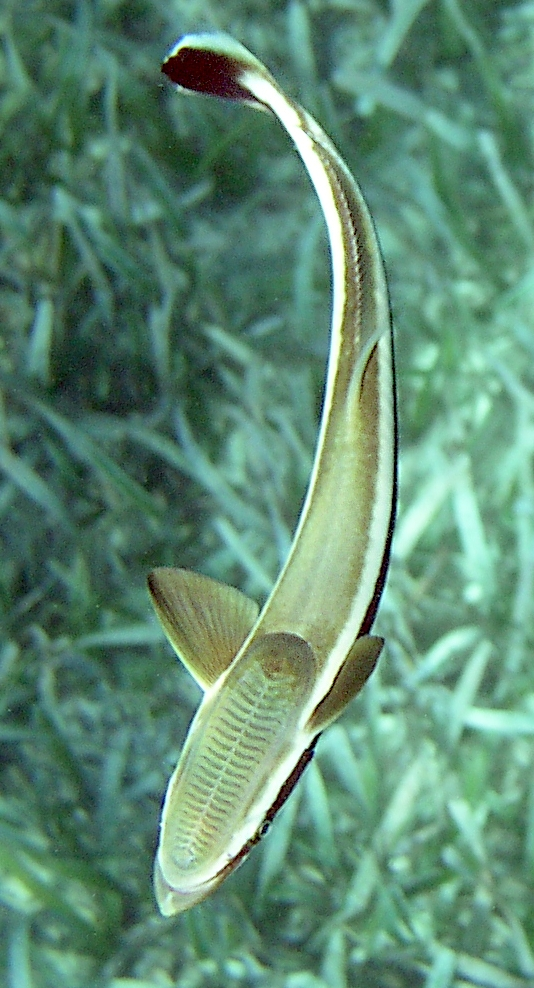
Exemplar de la Barrera d'Esculls de Belize

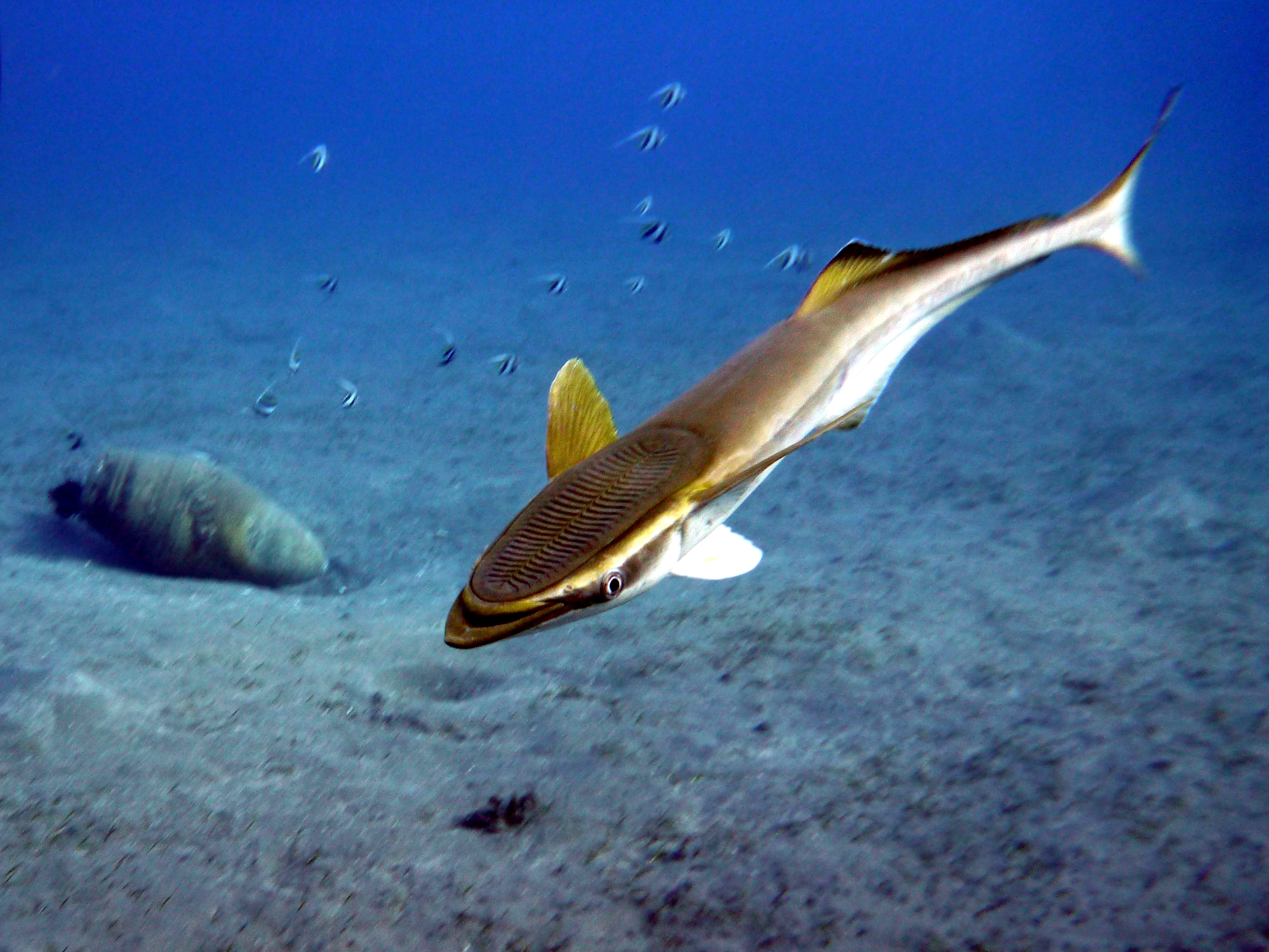
Exemplar fotografiat a la costa egípcia del Mar Roig.

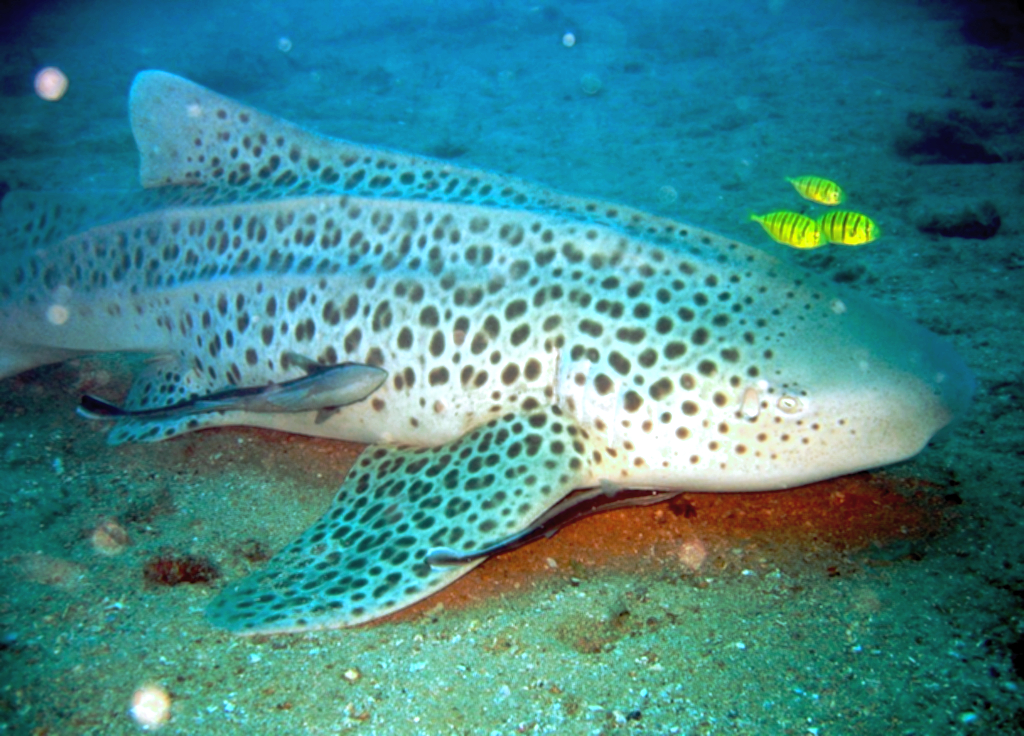
Una rèmora de banda negra aferrada a un tauró zebra (Stegostoma fasciatum) a la Gran Barrera de Corall (Austràlia).

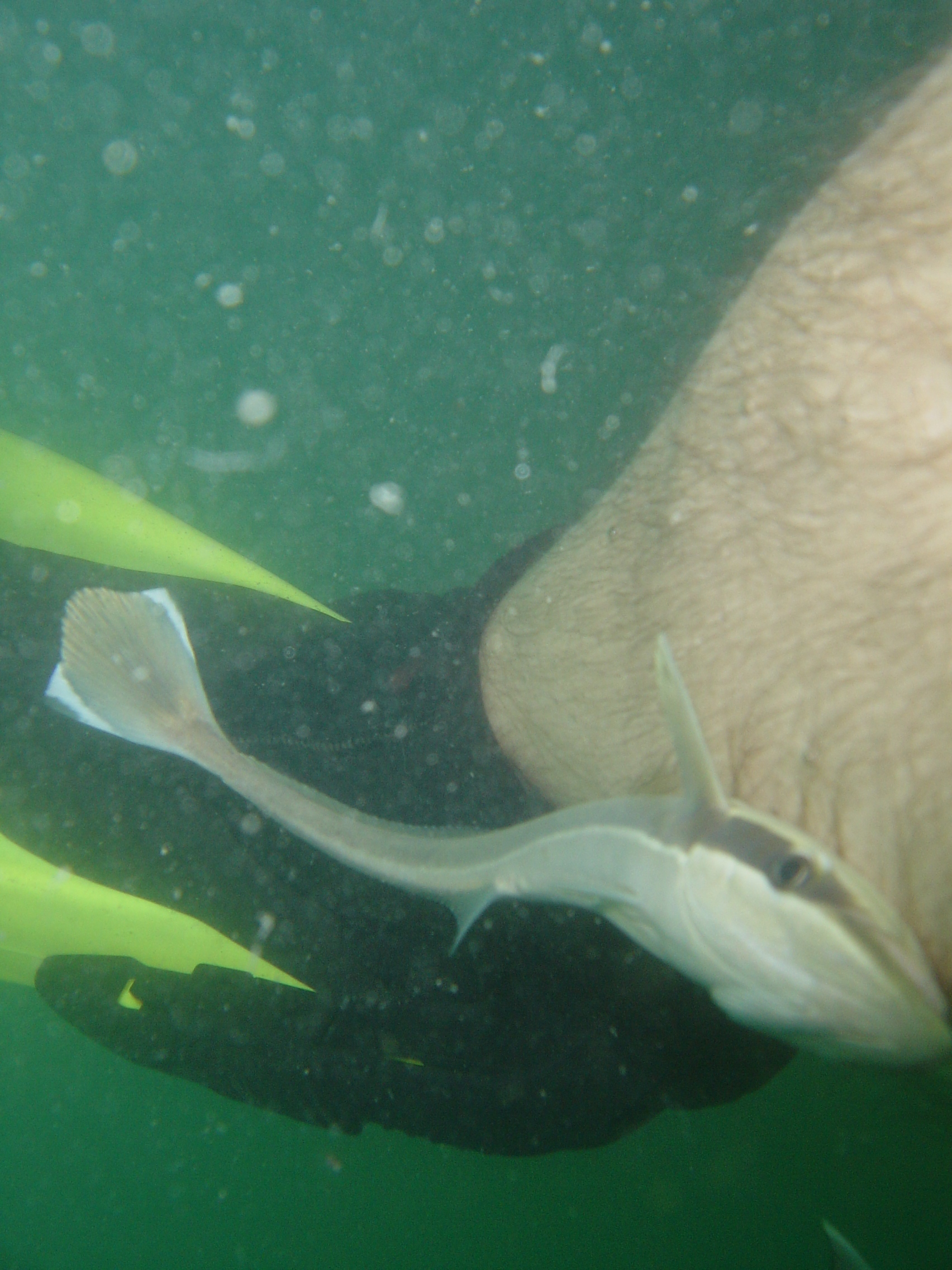
Exemplar adherit a la cama d'un submarinista.

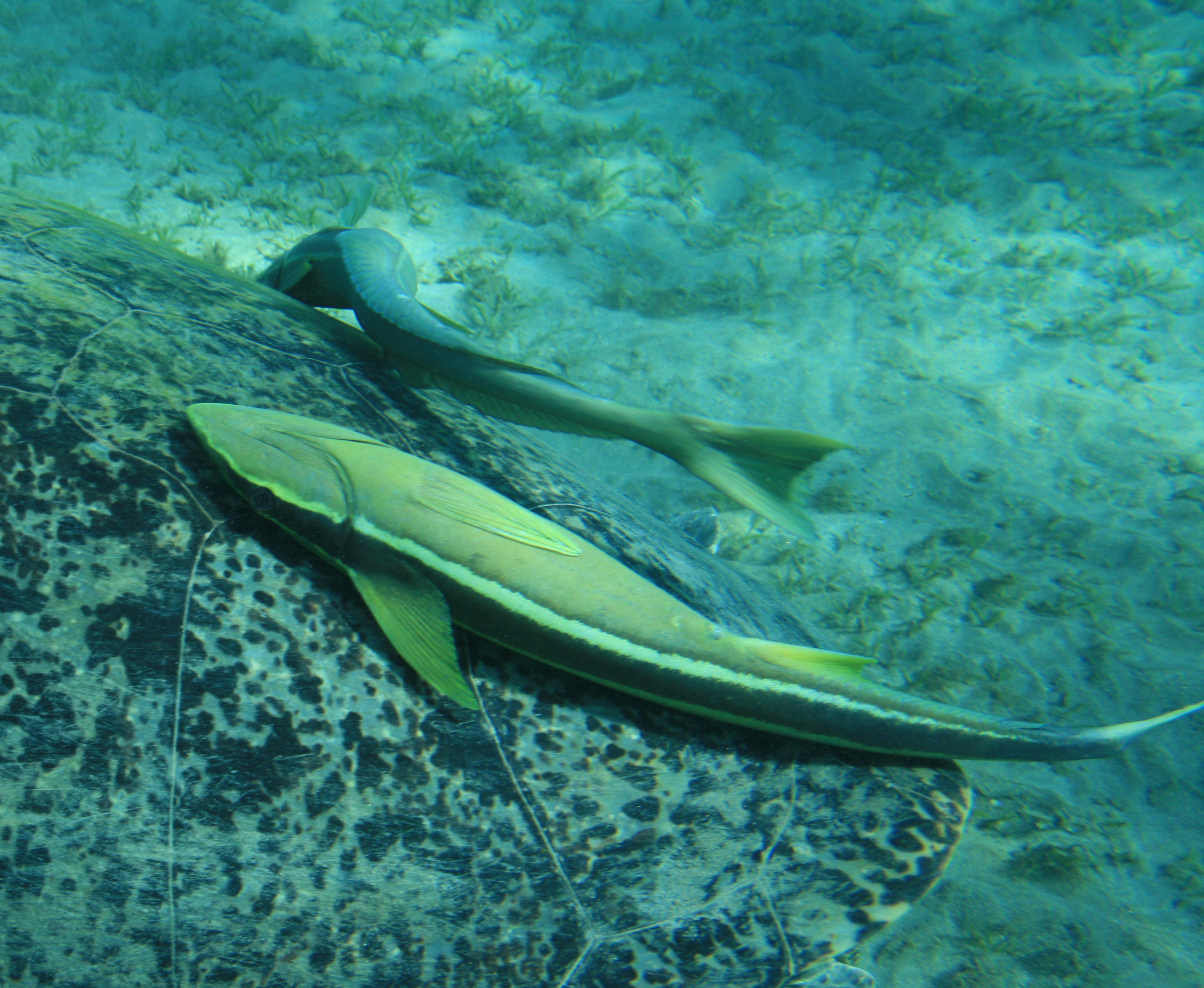
Una rèmora banda negra adherida a la closca d'una tortuga.

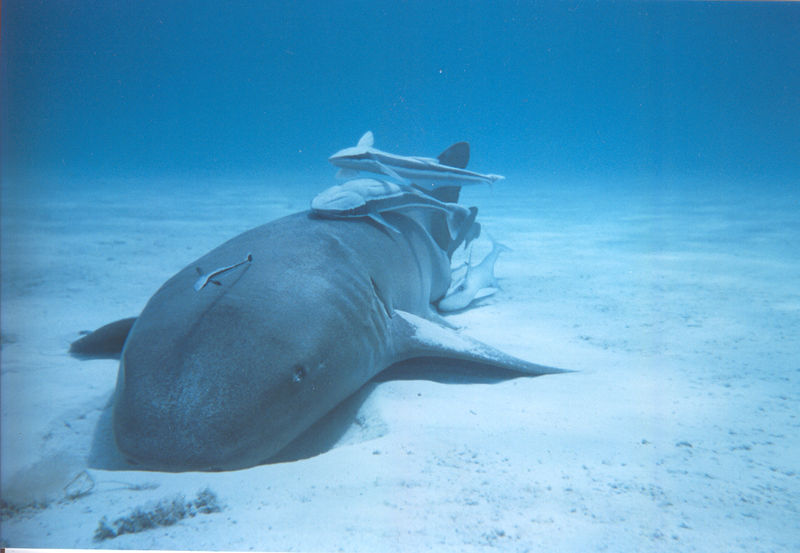
Tauró nodrissa (Ginglymostoma cirratum) amb rèmores de banda negra fotografiats a les Bahames.

La rèmora de banda negra o rèmora banda negra -a l'Alguer- (Echeneis naucrates) és una espècie de peix marí pertanyent a la família dels equenèids i a l'ordre dels perciformes.

## Descripció
Cos allargat, esvelt, amb escates cicloides molt petites i el peduncle caudal molt prim. El disc adhesiu és estret, moderadament llarg, porta de 21 a 28 parells de làmines i arriba, si fa no fa, a l'altura del centre de les aletes pectorals. La mandíbula és molt prominent i a l'extrem hi té un apèndix carnós punxegut i flexible. Les aletes dorsal i final (simètriques i oposades) comencen prop del centre de la longitud total. L'aleta dorsal té de 35 a 42 radis tous (32-42 segons FishBase) i l'anal de 34 a 39 (29-41 segons FishBase). El marge posterior de l'aleta caudal és convex en els individus joves i còncau en els adults. Cos de color gris, normalment amb una banda longitudinal fosca des de la boca fins al peduncle caudal. L'aleta caudal és negrosa amb les puntes blanques. Pot atènyer una llargada total de prop d'un metre (110 cm segons Lieske i Myers, encara que la seua mida normal és de 66) i 2,3 kg de pes. Absència d'espines a les aletes dorsal i anal. Línia lateral contínua. 10-17 branquiespines. Absència d'aleta adiposa. Aletes pectorals amb 22-23 radis tous. Cua punxeguda. El seu disc adhesiu (capaç de produir un fort buit i que utilitza per a adherir-se als seus amfitrions) va evolucionar a partir d'una aleta dorsal espinosa força modificada i presenta entre 20 i 24 parells de crestes transversals.

## Reproducció
Té lloc durant la primavera i principis de l'estiu a la major part de la seua àrea de distribució, i durant la tardor a la Mediterrània. Els ous són grossos, pelàgics i esfèrics. En el moment de la desclosa, les larves fan 4,7-7,5 mm de llarg, tenen un gran sac vitel·lí, ulls no pigmentats i un cos no desenvolupat del tot. Els exemplars immadurs viuen lliurement durant aproximadament un any fins que són al voltant de 3 cm de longitud i s'uneixen a un peix hoste. Assoleix la maduresa sexual entre els 3 i els 5 anys de vida.

## Alimentació i depredadors
La seua dieta habitual es compon de restes de menjar que es perden o són rebutjades per l'animal hoste al qual es troba adherida. També es nodreix dels petits crustacis paràsits que envaeixen la pell del seu hoste i d'altres organismes de natació lliure que estiguin al seu abast (petits crustacis, peixos, crancs, calamars, etc.). Exemplars juvenils han estat observats actuant com a netejadors de paràsits d'escàrids o peixos lloros als esculls de corall. En captivitat, acostuma a romandre immòbil en el fons amb el cap lleugerament aixecat i puja a la superfície per a prendre bocins de cloïsses, peixos, etc. El seu nivell tròfic és de 3,13. No té depredadors coneguts.

## Hàbitat i distribució geogràfica
És un peix marí i d'aigua salabrosa, associat als esculls de corall (entre 1 i 50 m de fondària) i de clima subtropical (45°N-45°S, 180°W-180°E), el qual és de distribució circumtropical: l'Atlàntic occidental (des de Nova Escòcia -el Canadà-, la badia de Chesapeake i les illes Bermudes fins a l'Uruguai i l'Argentina, incloent-hi el golf de Maine, les Bahames, Mèxic, Belize, el mar Carib, Haití, Cuba, la República Dominicana, Puerto Rico, Anguilla, l'illa de Montserrat, Jamaica, Trinitat i Tobago, Martinica, Curaçao, Aruba, Veneçuela, Surinam, la Guaiana Francesa i el Brasil), l'Atlàntic oriental (Madeira, el corrent de les Illes Canàries, Cap Verd, el corrent de Guinea, la llacuna Ébrié, Angola, el corrent de Benguela i Santa Helena), la mar Mediterrània (les illes Balears, Còrsega, Sardenya, Sicília, Malta, la mar Egea, Creta, el mar de Màrmara, Síria, el Líban, Israel i Algèria), l'Índic, el corrent Agulhas, (Moçambic, Madagascar, Maurici, l'arxipèlag de les Txagos, les Seychelles, Tanzània, Somàlia, el mar Roig, el golf d'Àqaba, el golf d'Aden, el Iemen, el golf d'Oman, el golf Pèrsic, la mar d'Aràbia, el Pakistan, la llacuna Chilka, Sri Lanka, Myanmar i el golf de Bengala), l'oceà Pacífic (les illes Cook, Tonga, Nova Zelanda, el mar de Tasmània, Nova Caledònia, Austràlia, el mar del Corall, la Gran Barrera de Corall, les illes Calamian -Filipines-, la mar de Samar, la Xina, el mar de la Xina Oriental, Cambodja, el Vietnam, el mar de la Xina Meridional, les illes Pescadors, la mar Groga, el corrent de Kuroshio, les illes Hawaii, el corrent de Califòrnia i les illes Galápagos).

## Comportament
S'adhereix fermament als seus amfitrions (com ara, taurons i altres peixos grossos, dofins, tortugues, balenes i, fins i tot, vaixells i submarinistes) gràcies a la seua aleta dorsal transformada en un disc de succió, el qual és força important per a la seua supervivència. En aquesta relació de comensalisme l'amfitrió no es veu perjudicat, però la rèmora de banda negra se'n beneficia en gran manera, ja que aconsegueix menjar i un mitjà de locomoció de franc (la rèmora de banda negra no té bufeta natatòria i és una nedadora pèssima).

## Observacions
És inofensiva per als humans, el seu índex de vulnerabilitat és de moderat a alt (54 de 100) i era una espècie ben coneguda pels antics grecs, ja que creien que tenia poders misteriosos i màgics capaços d'alentir o, fins i tot, aturar els vaixells.